# Biomasseheizkraftwerk Steyr
Das Biomasseheizkraftwerk Steyr ist ein Biomasseheizkraftwerk, das in Steyr und Ramingdorf (Gemeinde Behamberg) genau an der Bundesländergrenze von Niederösterreich und Oberösterreich steht. Es versorgt das Fernwärmenetz Steyr und wird von der Bioenergie Steyr GmbH betrieben.
Ende 2011 war der Baubeginn für das Biomasseheizkraftwerk, das 2013 fertiggestellt wurde. 2012 wurde ein rund 11 Kilometer langes Leitungsnetz zur Versorgung der Kunden in Steyr und Ramingdorf aufgebaut. Es werden Industriegebiete wie das in Münchholz mit dem BMW-Motorenwerk und SKF, das Industriegebiet MAN, das Gewerbegebiet Ramingdorf und auch Wohnhäuser in Münichholz, Ennsleite, Resthof und Tabor mit biogener Wärme versorgt.

## Ökologie
Die CO2-Einsparung beträgt mehr als 50.000 t pro Jahr, die sich aus der Wärmeerzeugung für die Fernwärme und der Stromerzeugung aus Biomasse berechnet.
Die lokale Wertschöpfung ist durch den Einsatz von Waldhackgut als Primärenergieträger hoch und es ist ein Gleichgewicht zwischen nachwachsenden Rohstoffen und dem Verbrauch gegeben. In Steyr leben etwa 3 % der oberösterreichischen Bevölkerung und das Biomasseheizkraftwerk benötigt etwa 3 % des oberösterreichischen Holzzuwachses der nachhaltig entnommen werden kann, also unter Berücksichtigung des Biomassebedarfs für den Bodenschutz und der Wertholzgewinnung. Weiters werden mit dieser Anlage wertmäßig 0,3 Promille der gesamtösterreichischen fossilen Brennstoffimporte eingespart und durch heimisches Waldhackgut ersetzt. 3 % des österreichischen Ökostroms aus Waldbiomasse werden im Biomasseheizkraftwerk erzeugt.
Die Biomassekraftwärmekopplungsanlage erreicht einen Gesamtwirkungsgrad von über 90 % in den Wintermonaten. Sie liefert den Strom in das Verteilnetz der Netz Niederösterreich GmbH (EVN Gruppe), wobei der Eigenstrombedarf der für den Anlagenbetrieb notwendig ist, selbst erzeugt wird. Die behördlich vorgeschriebenen Staubemissionsgrenzwerte liegen 60 % unter den gesetzlich vorgeschriebenen Werten. Energetisch genutzt wird Waldbiomasse, bestehend aus Ästen, Wipfeln, faulen Holz-Stücken oder Bruchhölzern; somit wird für diese Produkte eine Verwertungsmöglichkeit geschaffen. Diese Art der Waldbiomasse-Gewinnung dient der Waldpflege und dem Forstschutz. Die erforderlichen Biomasse stammt aus der Region und wird aus einem Umkreis von rund 40 Kilometern angeliefert. Es wird Waldhackgut aus der Durchforstung der heimischen Wälder eingesetzt.
Das BMW Motorenwerk spart mit der Umstellung auf Strom aus regenerativen Quellen und der umweltfreundlichen, klimaneutralen Prozesswärme aus dem Biomasseheizkraftwerk Steyr seit 2013 jährlich mehr als 30.000 t CO2 ein.

## Technik
Das Gebäude wurde im Rahmen der Industriearchitektur hinsichtlich seiner äußeren Form sowohl auf Schall als auch auf thermisch notwendige Kühlwirkungen optimiert.

### Turbinenbild mit Erläuterung
Wenn man mit dem Mauszeiger über das Bild streicht, erhält man eine Erklärung der Bauteile, mit zugehörigem Link im Wikipedia.
Ansicht Dampfturbine im Biomasseheizkraftwerk Steyr.
Ansicht Turbogenerator im Biomasseheizkraftwerk Steyr.

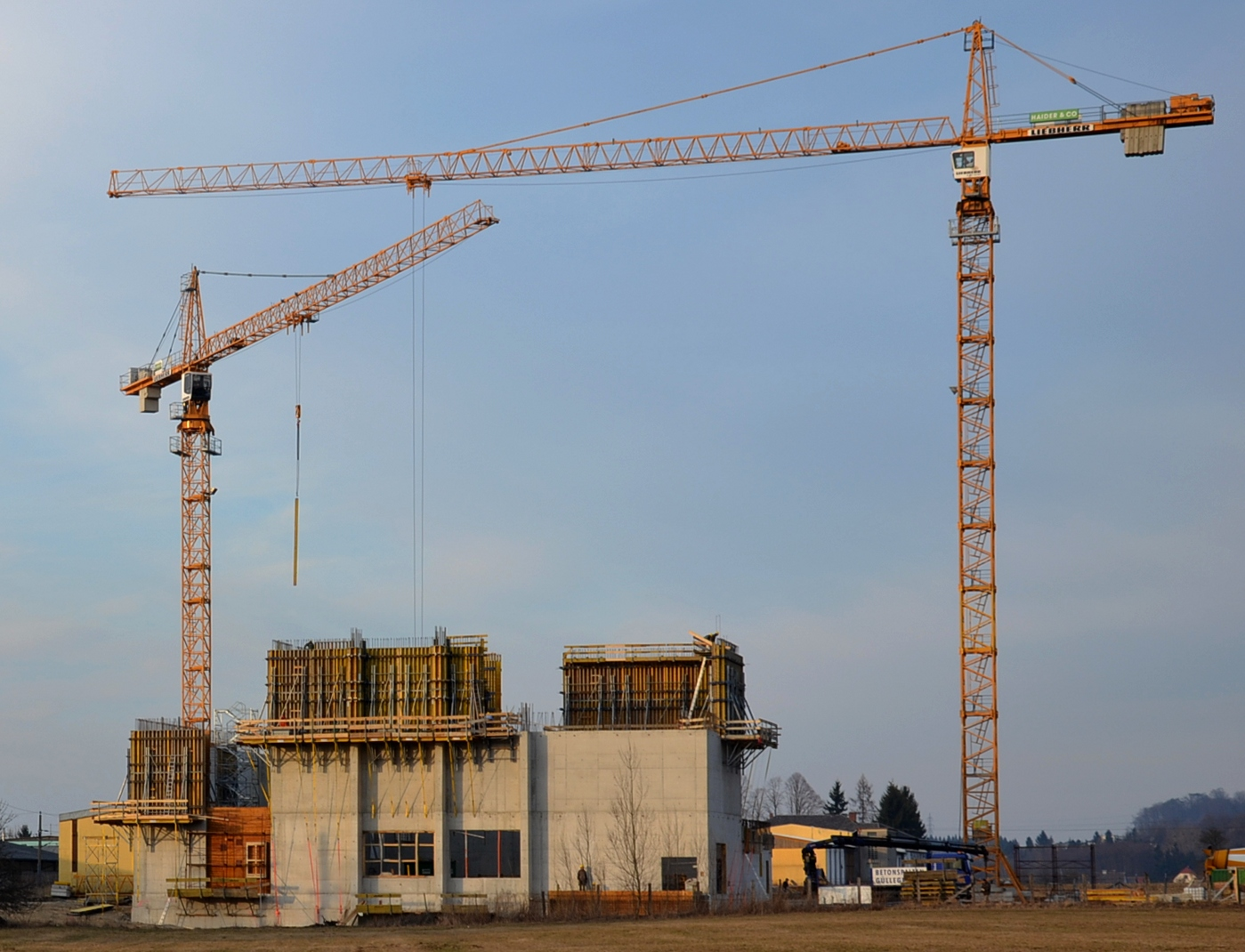
Aufnahme während der Errichtung des Werkes

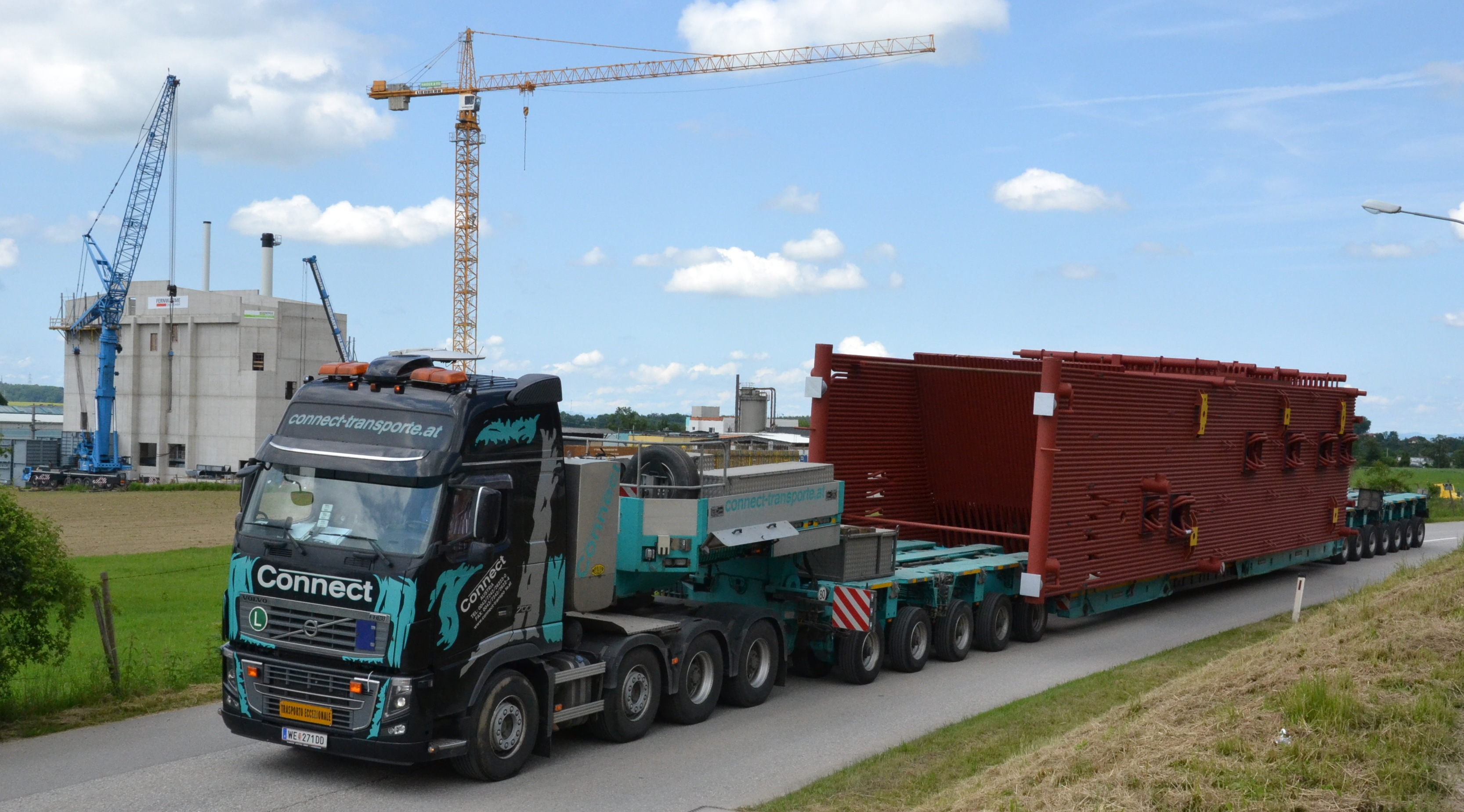
Antransport des Flossenwandkessels; dritter Zug mit Überhitzerbündeln

### Brennstofflogistik
Das Werk hat ein geschlossenes Hackgutlager, aus dem die Biomasse (Waldhackgut) mittels Schubboden und weiter mittels Förderbändern zum Biomassedampfkessel kontinuierlich gebracht wird.

### Feuerung
Vom Förderband fällt die Biomasse in zwei stehenden Brennstoffvorratsschächte, die durch eine Klappe im Fallschacht gesondert angesteuert werden können. Gegen einen Rückbrand aus dem Kessel sind dort Schutzeinrichtungen wie zwei Guillotinenschieber, als auch eine Wassereindüsung und weitere Schutzmaßnahmen eingebaut.
In die Rostfeuerung wird die Biomasse mittels zwei hydraulische betriebenen Einschüben eingebracht. Die Biomasse fällt sodann auf einen Treppenrost der mit einem Klapprost endet. Die Entaschung erfolgt durch einen unter dem Rost angeordneten Nassentascher, der mittels Trogkettenförderer ausgetragen wird.

### Dampferzeuger
Der Biomassekessel hat eine Brennstoffwärmeleistung von 29,9 MW und erzeugt 30 t/h Frischdampf mit einem Druck von rund 90 bar bei einer Temperatur von 525 °C. Der Wasserrohrkessel ist in 5-Zug-Vertikalbauweise als Naturumlaufkessel ausgeführt. Die Wände des ersten bis dritten Rauchgaszuges bestehen aus vollverschweißten, gasdichten Flossenrohrwänden, wobei der erste und zweite Zug als reiner Strahlungsteil dazwischen mit einer Schottenheizfläche ausgeführt ist. Im dritten Zug befinden sich drei Überhitzerbündel. Der vierte und fünfte Rauchgaszug sind reine Konvektionszüge ohne Flossenrohrwände, in die die zwei ersten Überhitzerbündel und die Economiser-Heizflächenbündel eingehängt sind. Der im Kessel entstehende Sattdampf wird sohin in fünf Überhitzerpaketen überhitzt; diese Rohrpakete werden von fünf Lanzenschraubbläsern diskontinuierlich gereinigt.

### Rauchgasreinigung
Das Werk besitzt eine Abgasbehandlung mittels SNCR-Anlage, Multizyklon, Elektrofilter, Schalldämpfer und einen Kamin.

### Wärme- und Stromerzeugung
Der Dampf strömt zu einer Gegendruckturbine die mit einer Leistung von rund 5700 kW bereitstellt und dessen Abdampf vollständig zur Erzeugung der Fernwärme genutzt wird. Zum Ausgleich der Erzeugungsspitzen der Fernwärme dient ein Fernwärmepuffer mit einem Volumen von 254 m³.